# 翁德河谷国家公园
翁德河谷国家公园（挪威語：Ånderdalen nasjonalpark）是位於挪威的一個國家公園，面積125平方公里（48平方英里）。翁德河谷国家公园成立於1970年，主要保護挪威北部的沿海森林和高山植物。